# Cotys I (Sapaean)
Cotys I, död 48 f. Kr., var regerande kung i Thrakien mellan 57 f. Kr. och 48 f. Kr.